# Why Not Me
"Why Not Me" är en sång skriven av Harlan Howard, Sonny Throckmorton och Brent Maher, och insjungen av The Judds.  Den släpptes i september 1984, som första singel ut från albumet med samma namn.  Den blev deras andra etta på countrylistan, som den toppade i två veckor, och totalt tillbringade 15 veckor på.

## Andra inspelningar
- 2007 spelade Jill Johnson in sången på albumet Music Row.[2]

## Listplaceringar
| Lista (1984)                       | Topplacering |
| ---------------------------------- | ------------ |
| Kanada, RPM Country Tracks         | 3            |
| USA, Billboard Hot Country Singles | 1            |

### Fotnoter
1. ↑  Whitburn, Joel (2004). The Billboard Book of Top 40 Country Hits: 1944-2006, Second edition. Record Research. sid. 184
2. ↑  ”Music Row”. Svensk dediedatabas. 28 juli 2007. Arkiverad från originalet den 22 februari 2014. https://web.archive.org/web/20140222061107/http://smdb.kb.se/catalog/id/002206876. Läst 11 maj 2013.